# Phoenicagrion
Phoenicagrion – rodzaj ważek z rodziny łątkowatych (Coenagrionidae). Obejmuje gatunki występujące w Ameryce Południowej.

## Systematyka
Rodzaj ten opisała w 2008 roku Natalia von Ellenrieder, zaliczając do niego Leptagrion flammeum (jako gatunek typowy) oraz nowo opisany przez siebie gatunek Phoenicagrion paulsoni.
Do rodzaju należą następujące gatunki:
- Phoenicagrion flammeum (Selys, 1876)
- Phoenicagrion flavescens Machado, 2010
- Phoenicagrion ibseni Machado, 2010
- Phoenicagrion karaja Machado, 2010
- Phoenicagrion megalobos Machado, 2010
- Phoenicagrion paulsoni von Ellenrieder, 2008
- Phoenicagrion trilobum Faasen, 2014